# Барселона (гандбольный клуб)
Гандбольный клуб «Барселона» (исп. Futbol Club Barcelona (balonmano), кат. Seccio d'Handbol del Futbol Club Barcelona) — испанский профессиональный гандбольный клуб из одноимённого города.

## История
Гандбольное отделение при футбольном клубе «Барселона» было основано 29 ноября 1942 года. В первые годы в гандбол играли с одиннадцатью игроками в составе, а клуб не имел собственной площадки. Команда проводила свои матчи на футбольных полях, пока в конце 1950-х не стала  играть в современный гандбол.
На ранних стадиях клуб не добивался серьёзных достижений. Но всё изменилось, когда в команду пришёл один из лучших тренеров мира Валеро Ривера. При нём клуб стал практически непобедимым. «Барселона» завоевала рекордные 62 титула.
В сезоне 2014/15 «Барселона» выиграла все семь трофеев. По этому показателю главный тренер Хавьер Паскуаль повторил достижение Валлеро Риверы.

## Титулы
- Super Globe (5 раз): 2013, 2014, 2017, 2018, 2019
- Лига чемпионов ЕГФ (12 раз): 1990–91, 1995–96, 1996–97, 1997–98, 1998–99, 1999–2000, 2004–05, 2010–11, 2014–15, 2020–21, 2021–22, 2023–24
- Кубок обладателей Кубков ЕГФ (5 раз): 1983–84, 1984–85, 1985–86, 1993–94, 1994–95
- Кубок ЕГФ (1 раз): 2002–03
- Суперкубок ЕГФ (5 раз): 1996–97, 1997–98, 1998–99, 1999–2000, 2003–04
- Чемпион Испании (31 раз): 1969, 1973, 1980, 1982, 1986, 1988, 1989, 1990, 1991, 1992, 1996, 1997, 1998, 1999, 2000, 2003, 2006, 2011, 2012, 2013, 2014, 2015, 2016, 2017, 2018, 2019, 2020, 2021, 2022, 2023, 2024
- Кубок короля (27 раз): 1968–69, 1971–72, 1972–73, 1982–83, 1983–84, 1984–85, 1987–88, 1989–90, 1992–93, 1993–94, 1996–97, 1997–98, 1999–2000, 2003–04, 2006–07, 2008–09, 2009–10, 2013–14, 2014–15, 2015–16, 2016–17, 2017–18, 2018–19, 2019–20, 2020–21, 2021–22, 2022–23
- Кубок ASOBAL (12 раз): 1994–95, 1995–96, 1999–2000, 2000–01, 2001–02, 2009–10, 2011–12, 2012–13, 2013–14, 2014–15, 2015-16, 2016-17
- Суперкубок Испании (24 раза): 1986–87, 1988–89, 1989–90, 1990–91, 1991–92, 1993–94, 1996–97, 1997–98, 1999–2000, 2000–01, 2003–04, 2006–07, 2008–09, 2009–2010, 2012–13, 2013–14, 2014–15, 2015-16, 2016-17, 2017-18, 2018-19, 2019-20, 2020-21
- Чемпион Испании (11×11) (6 раз): 1944-45, 1945-46, 1946-47, 1948-49, 1950-51, 1956-57
- Чемпион Каталонии (12 раз): 1981–82, 1982–83, 1983–84, 1984–85, 1986–87, 1987–88, 1990–91, 1991–92, 1992–93, 1993–94, 1994–95, 1996–97
- Чемпион Каталонии (11×11) (10 раз): 1943-44, 1944-45, 1945-46, 1946-47, 1948-49, 1950-51, 1953-54, 1954-55, 1956-57, 1957-58
- Суперкубок Каталонии  (12 раз): 2012, 2014, 2015, 2016, 2017, 2018, 2019, 2020, 2021, 2022, 2023, 2024
- Пиренейская лига (16 раз): 1997–98, 1998–99, 1999–2000, 2000–01, 2001–02, 2003–04, 2005–06, 2006–07, 2007–08, 2009–10, 2010–11, 2011–12, 2012-13, 2014-15, 2015-16, 2016-17

## Известные игроки
- Хоан Каньелес
- Арпад Штербик
- Давид Балагер
- Даниэль Сармиенто
- Рубен Гарабайа
- Хуанин Гарсия
- Матео Гарральда
- Антонио Карлос Ортега
- Хавьер О'Калагхан
- Деметрио Лосано
- Икер Ромеро
- Эдуардо Гурбиндо
- Даниель Сарменто
- Хоан Саубич
- Сергей Рутенко
- Даниел Шарич
- Филип Йиха
- Марко Онето
- Патрик Чавар
- Веньо Лосерт
- Давор Доминикович
- Марко Копляр
- Миккель Хансен
- Каспер Видт
- Йоаким Больдсен
- Ларс Крог Йеппесен
- Йеспер Нёддесбо
- Жером Фернандес
- Никола Карабатич
- Ласло Надь
- Гудйон Валур Сигурдссон
- Кирил Лазаров
- Фроде Хаген
- Константин Игропуло
- Андрей Щепкин
- Александру Деду
- Петар Ненадич
- Младен Боинович
- Ненад Перуничич
- Лука Жвижей
- Томас Свенссон
- Йохан Шёстранд
- Маттиас Андерссон